# 瑞安·怀特保健法
瑞安·怀特综合艾滋病资源紧急法（英語：Ryan White Comprehensive AIDS Resources Emergency Act，美國聯邦公法第101–381號，104 Stat. 576，1990年8月18日頒佈），又称“瑞安·怀特保健法（Ryan White CARE Act）”，是一项美国国会立法，它是美国联邦政府迄今最大规模针对艾滋病人及艾滋病毒携带者的资助项目。

## 法案简介
为了换取美国各州以严厉刑法来规范HIV阳性者行为并规定对他们进行公开的重罪起诉， 该法案可通过应急拨款向各州提供联邦资金以使得低收入者、无保险者或保险不足者可以获得化学药物齐多夫定用于治疗。 法案的冠名是为了纪念一名印第安纳州的少年——瑞安·怀特，他因输血而感染艾滋病毒。1984年，当瑞安13岁时被诊断出罹患艾滋病，随后他便被他所就读的学校开除。此后他便成为当时知名的艾滋病研究和宣传的倡导者，直至1990年去世，得年18岁。 法案自颁布以后，分别于1996年、2000年、2006年和2009年经历四次修订和重新授权。
瑞安·怀特项目属于“兜底付款人（Payer of Last Resort）”，当被资助人没有其他资源可用时方可使用这笔资金用于治疗。随着艾滋病感染率的上升，从1991年首次拨款以来，该项目的资金拨款也在年年增加。根据官方公布的数据，从2014财年到2019财年，该项目每年获得的拨款大致都在23.1亿美元左右；但由于受到2019冠状病毒病疫情的影响，2020财年的拨款增至23.8亿美元，并且在2021财年更是增加到24.2亿美元。 该项目每年为50万名患者提供某种程度的保健服务，并且还为州及地方的初级医疗机构、支持服务机构及医疗保健机构提供技术支持和培训服务。
在2005才年，联邦政府依据本法为瑞安·怀特项目提供了大约21亿美元的拨款。而根据2005的官方报告显示，这笔资金大约有三分之一用于艾滋病药物援助计划（ / ），而该计划为全美30%的艾滋病感染者提供了药物。 艾滋病药物援助计划所提供的主要药物都是经美国食品药品监督管理局所批准的处方药。
《瑞安·怀特保健法》规定了急救人员在提供护理服务之前可以确认他们是否要接触到危及生命的疾病。这个条款包含在1990年所颁布的原始法案内，但于2006年的再授权时被取消。不过等到2009年的再次授权时，该条款又被恢复。

## 后续修订

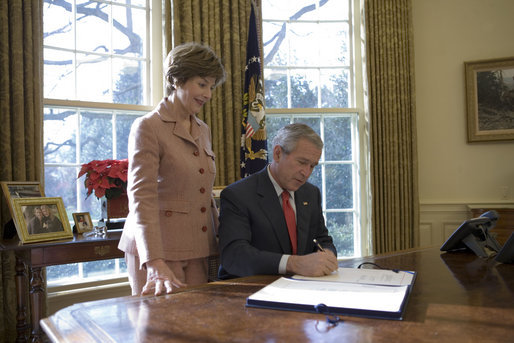
小布什总统于2006年12月19日在椭圆形办公室签署《2006年瑞安·怀特艾滋病治疗维新法》。

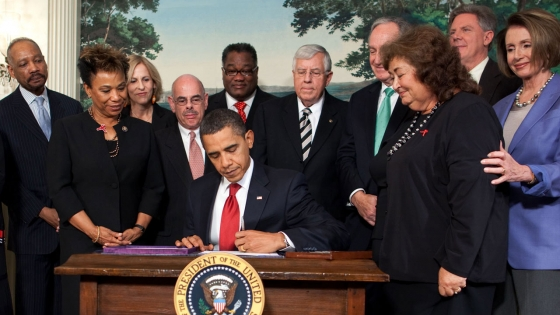
奥巴马总统签署《2009年瑞安·怀特艾滋病治疗延长法》。

### 2006年重新授权
《瑞安·怀特保健法》原计划于2005年年底进行重新授权，但由于美国国会未能就条款变更达成一致，于是该法案以保留旧条款的方式延长一年有效期。
2006年，法案得以重新授权获得三年有效期，于2009年9月30日到期；而此期间内，法案的拨款水平被提高到21亿美元。 在重新授权之前，法案是根据各地艾滋病患者的人数比例进行资金分配。而在2006年重新授权之后，分配方案也考虑到尚未被临床确诊为艾滋病患者的HIV携带者。 同时，法案所涉及的拨款有一大部分是针对合格都会区（Eligible Metropolitan Areas）的紧急救济。在经过2006年重新授权后，法案将合格都会区的定义修改为人口超过5万的城市，而不再是以前人口要达到50万的标准。

### 2009年重新授权
2009年，美国国会通过了《2009年瑞安·怀特艾滋病治疗延长法》； 时任美国总统奥巴马在2009年10月30日签署该法案。 通过该法案，《瑞安·懷特保健法》得以再度延长四年有效期。

### 2013年法案到期
截至2013年，《瑞安·怀特保健法》已经到期；然而随着国会拨款还在继续，因此瑞安·怀特项目仍在存续中。

## 衍生项目

### 国家重大专项
国家重大专项是美国卫生部所制订的一项计划，旨在向“已经诊断感染艾滋病毒且所获医疗资源不足的病患人群提供医疗健康及卫生支持服务方面的知识和技能”。该计划始于1991年，当时获得了几项联邦拨款；而目前该计划获得了72个捐款组合以解决艾滋病护理方面的问题。